# 헨리 코스비
헨리 코스비(영어: Henry Cosby, 1928년 5월 12일 ~ 2002년 1월 22일)는 모타운에서 결성 초기부터 활동한 미국의 작곡가, 편곡가, 음반 프로듀서 및 음악가였다. 실비아 모이와 함께 코스비는 1963년부터 1970년까지 스티비 원더와 함께 주요 협력자로 활동했다. 코스비는 스티비 원더의 〈Fingertips〉 (1963년), 슈프림스의 〈Love Child〉 (1968년), 그리고 미러클스의 〈The Tears of a Clown〉 (1968년)을 공동 작곡 또는 공동 프로듀싱했다.

## 생애 및 경력
코스비는 1928년 미시간주 디트로이트에서 태어났다. 그는 6.25 전쟁 당시 미군에서 복무하며 재즈 색소폰 연주자 캐넌볼 애덜리와 함께 군악대에서 연주했다. 디트로이트로 돌아온 후 피아니스트 조 헌터의 재즈 밴드에 합류했다. 그는 재즈 클럽에서 테너 색소폰을 연주했으며, 도시 전역의 여러 레이블에서 음반을 녹음했다.
1959년 베리 고디가 모타운을 설립했을 때, 그는 코스비, 베니 벤저민, 제임스 제이머슨, 래리 비더, 마이크 테리와 함께 조 헌터 밴드를 모집하여 끊임없이 성장하는 스튜디오 뮤지션 그룹의 기초를 형성했다. 이 스튜디오 뮤지션들은 펑크 브라더스로 알려지게 되었고, 초기 라인업의 일원으로서 코스비는 1960년대에 마사 앤 더 밴덜러스의 히트곡 〈Dancing in the Street〉 (1964년)를 포함한 수백 개의 모타운에서 공연했다. 당시 모타운의 정책처럼, 스튜디오 뮤지션 중 누구도 이름을 밝히지 않았다. 코스비는 또한 1962년 존 리 후커의 싱글 〈Boom Boom〉에서 비제이 레코드에서 연주했다.
코스비는 색소폰 연주 외에도 편곡자, 프로듀서, 작곡가로서 고디의 재능을 보여주었고, 스티비 원더의 핵심 협력자가 되었다.

## 사망
코스비는 2002년 1월 22일, 미시간주 로열오크에 있는 윌리엄 보몬트 병원에서 관상동맥우회로이식술로 인한 합병증으로 73세의 나이로 사망했다. 그의 이름은 병원의 명예 사우스 타워 건설 빔에 적혀 있다.